# Zaporiźke (hromada Sofijiwka)
Zaporiźke (ukr. Запорізьке) – wieś na Ukrainie, w obwodzie dniepropetrowskim, w rejonie krzyworoskim, w hromadzie Sofijiwka. W 2001 liczyła 440 mieszkańców, spośród których 358 wskazało jako ojczysty język ukraiński, 30 rosyjski, 5 węgierski, 2 białoruski, 11 ormiański, a 34 inny.